# Sopwith Pup
Sopwith Pup — британский одноместный истребитель времён Первой мировой войны. Первый в мире истребитель корабельного базирования. Самолёт был создан для эскадрилий морской авиации, в задачу которых входило патрулирование, разведка, а также воздушное прикрытие кораблей.

## История

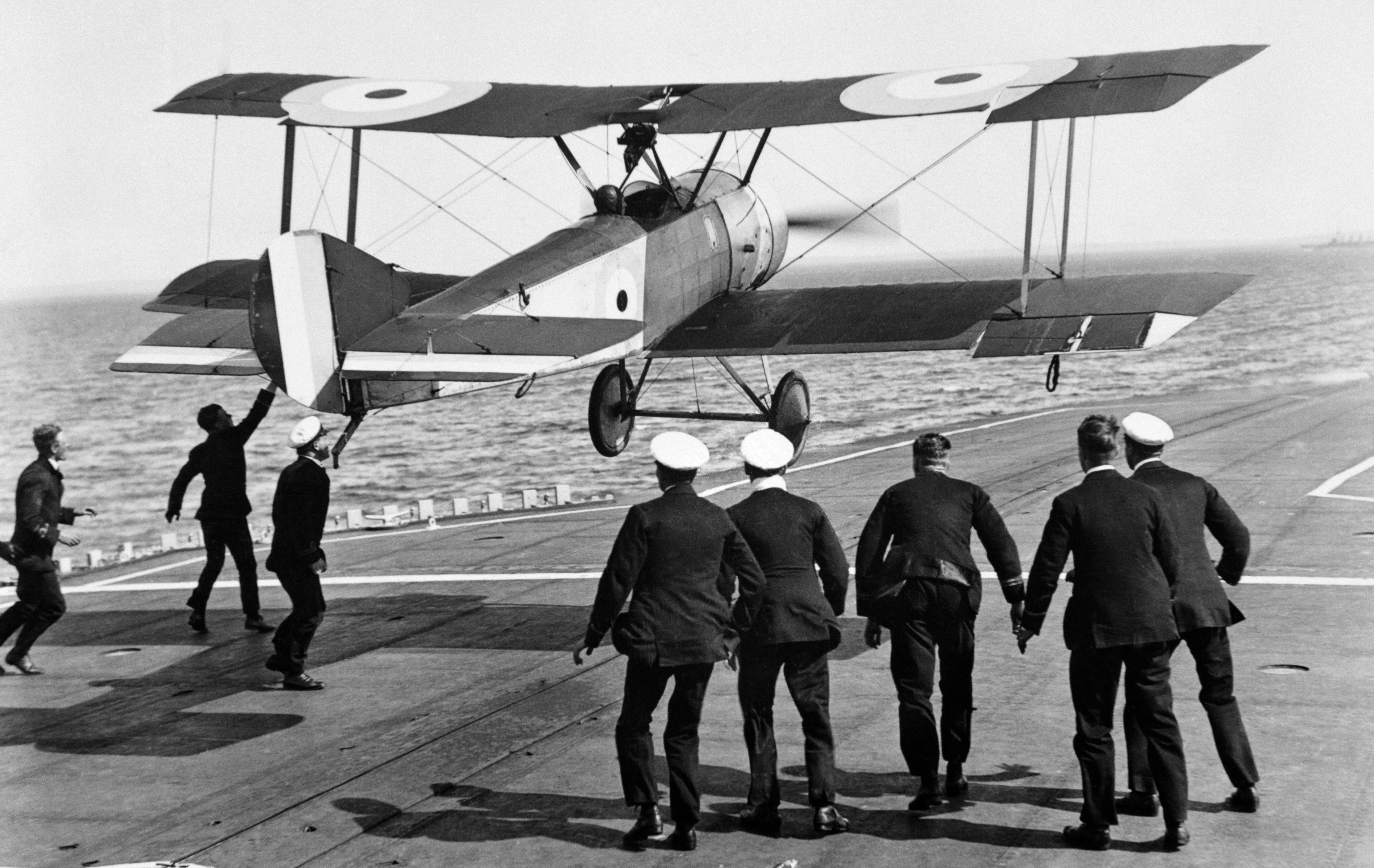
Посадка на «Фьюриес».

Название самолета «Пап» (англ. Pup «щенок») — прозвище, данное машине фронтовыми пилотами; официально оно никогда не было признано, однако прижилось и даже фигурировало в официальных приказах и рапортах. Самолет Pup официально назывался Sopwith Scout. Прозвище «Pup» возникло, потому что пилоты считали его «щенком» более крупного двухместного самолета Sopwith 1½ Strutter.
Аэроплан оказался исключительно удачным самолетом, отличался необычайной маневренностью, не терял высоту на виражах, несмотря на слабый двигатель летал с максимальной скоростью до 179 км/ч, при том что посадочная скорость была очень небольшой — всего 45 км/ч.
Поставки «Папов», из-за загруженности фирмы Sopwith производством «Полуторастоечных», начались только в августе 1916 года.
В июне 1917 года самолет «Пап» взлетел с 6-метровой платформы, установленной на башне главного калибра крейсера «Ярмут» (англ. HMS Yarmouth). 21 августа лейтенант Б. А. Смарт, взлетев с этой же платформы, сбил немецкий цеппелин L23. Аналогичными платформами были оборудованы и другие английские крейсера, были созданы специальные корабли — «носители самолетов» (термина авианосец тогда ещё не существовало). На палубу одного из таких «носителей» («Фьюриес» — англ. HMS Furious) 2 августа 1917 года капитан Даннинг совершил удачную посадку. К сожалению, капитан погиб в ходе одной из следующих попыток сесть несколько дней спустя. Несмотря на то, что выпуск «Папов» прекратили в 1917 году, они действовали в составе морской и армейской авиации до конца войны. Скорость развития боевых самолетов во время Первой мировой войны была очень высока и на сухопутном театре к концу 1917 года Сопвич «Пап» устарели. В течение лета две эскадрильи были выведены из активных боевых действий во Франции и отправлены в Англию для защиты её воздушного пространства от нападения дальних бомбардировщиков и высотных дирижаблей Германии.
Общий объём производства составил 1796 машин.

## Конструкция
Конструкция истребителя была обычной для того времени: силовой каркас из дерева с проволочными растяжками. Выполненный, как и «Таблоид», по той же конструктивной схеме одностоечного биплана. Фюзеляж прямоугольного сечения обтянут полотном. Капот двигателя и передняя часть фюзеляжа изготавливалась из алюминиевого листа. Крыло двухлонжеронное, обтянутое полотном, отличавшееся от крыла «Таблоида» размерами и формой законцовок. Площадь элеронов увеличена. Горизонтальное оперение стало прямоугольным. Форма вертикального оперения не изменилась. Шасси без противокапотажных лыж.

## Лётно-технические характеристики

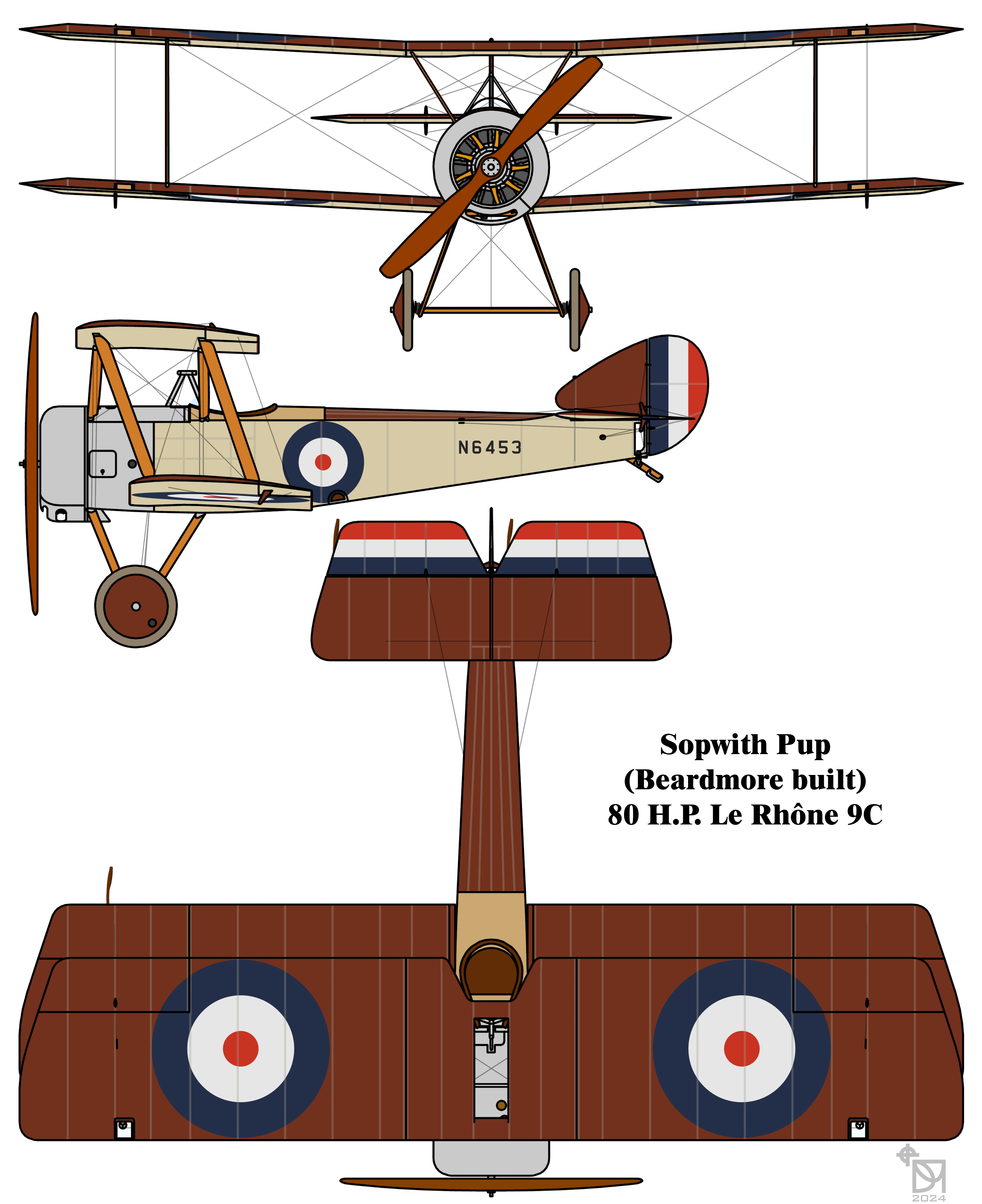

С двигателем Gnome (80 л. с.).
Технические характеристики
- Экипаж: 1
- Длина: 5,89 м
- Размах крыла: 8,08 м
- Высота: 2,87 м
- Площадь крыла: 23,6 м²
- Масса пустого: 358 кг
- Нормальная взлётная масса: 557
- Силовая установка: 1 × 9-цилиндровый ротативный двигатель Le Rhone 9C («Гном-Рон-96»)
- Мощность двигателей: 1 × 80 л. с.

Лётные характеристики
- Максимальная скорость: 179
- Крейсерская скорость: 161 км/ч
- Практический потолок: 5640 м

Вооружение
- Стрелково-пушечное: синхронизированный 7,7-мм пулемёт Vickers
- Бомбы: до четырёх 11,3-килограммовых бомб
- Посадочная скорость: 45 км/ч
- Продолжительность полета: 3 ч